# Lucienne Vernay
Pour les articles homonymes, voir Vernay et Canetti.
Lucienne Canetti dite Lucienne Vernay, née Lucienne Torres le 12 décembre 1919 à Alger et morte le 23 mars 1981, est une auteure-compositrice-interprète française.
Épouse du producteur musical Jacques Canetti, sa voix douce et ses disques ont bercé des générations d'enfants. Ses mélodies accompagnent également des textes de Boris Vian et René Fallet.

## Biographie

### Jeunesse
Lucienne Torres fait ses études de piano au Conservatoire de Musique d'Alger.
Début 1943, lors d'une audition où elle se présente comme pianiste, Lucienne Torres rencontre Jacques Canetti. Découvreur de talents, il la fait chanter et lui révèle qu’elle a une très jolie voix. Il lui choisit son nom d’artiste : Lucienne Vernay.
La carrière de Lucienne Vernay démarre rapidement : elle est engagée comme chanteuse dans la troupe de Radio France à Alger (dénommée précédemment Radio Alger), et dont Jacques Canetti vient de prendre la direction. Radio France devient la première radio libre française, Alger ayant été libéré lors du débarquement allié en novembre 1942.
Soupçonné de gaullisme, Jacques Canetti est « prié de quitter » Radio France (à Alger). Fin 1943, il fonde, sous la forme d’une coopérative d'artiste, le Théâtre des Trois Ânes avec Lucienne Vernay, Geneviève Mesnil, Clairette May et les chansonniers Pierre-Jean Vaillard, Christian Vebel et Georges Bernadet et Simone Delaroche au piano.
De 1943 à 1945, le Théâtre des Trois Ânes sillonne toute l’Afrique du Nord en recueillant chaque soir des fonds pour le Mouvement Combat, incarné par René Capitant qui représente le Général de Gaulle en Afrique du Nord.
De retour à Paris, c’est le 15 septembre 1947 que Lucienne Vernay épouse Jacques Canetti dont elle a trois enfants : Colette Canetti (1947), Françoise Canetti (1948) et Bernard Canetti (1949).
Le 15 décembre 1947, elle assiste son mari Jacques Canetti pour l’ouverture du Théâtre des Trois Baudets à Paris. Elle est à ses côtés pour arpenter Paris pendant plus de 40 ans et découvrir des artistes alors inconnus qui deviendront les « grands » de la chanson française ; Henri Salvador, Félix Leclerc, Georges Brassens, Jacques Brel, Raymond Devos, Boris Vian, Guy Béart, Anne Sylvestre, Serge Gainsbourg, Serge Reggiani, Jacques Higelin...
Dans les années 1950, avec les Quatre Barbus, et sous l‘impulsion de Jacques Canetti, elle crée le premier répertoire de disques pour enfants. Elle enregistre l'intégralité de Les Rondes et Chansons de France, soit 8 livres-disques qui sont tous couronnés soit par un Grand prix du disque, soit par le Prix de l’Académie Charles-Cros. Ils se vendent à des millions d’exemplaires en France et dans le monde.
En 1951, à la demande de Félix Leclerc, Lucienne Vernay enregistre avec lui deux duos dans son second disque : Dialogue d'amoureux et La fille de l'île.
En 1952, elle décide d'abandonner la chanson pour se consacrer à l'éducation de ses enfants.

### Une grande éditrice
En 1964, elle entre à la SACEM et fonde les Éditions Majestic, société adossée au premier label de disques indépendant, les Productions Jacques Canetti.
Avec son mari, elle s’attache à créer un catalogue éditorial où figurent des œuvres de Boris Vian, Jacques Prévert, Jean Cocteau, Elsa Triolet, Jean-Loup Dabadie, Serge Rezvani, Brigitte Fontaine…
Lucienne Canetti-Vernay est aussi musicienne. C’est pour ses mélodies qu’en 1972 Ursula Vian-Kübler lui confie l’Abécédaire de Boris Vian : 26 petits textes inédits de Boris Vian, que Lucienne met en musique avec des lignes mélodiques claires et percutantes. Elle enregistre avec Les Quatre Barbus L’Abécédaire de Boris Vian. Le livre-disque associe les textes de Boris Vian aux dessins de Tomi Ungerer (Disques formulette). Une version un peu modifiée appelée Abécédaire musical a été publiée en 1958. Cette œuvre a été reprise par le groupe Debout sur le Zinc en janvier 2012.
En 1972, elle participe à l’enregistrement de La Bande à Bonnot, mis en musique par Louis Bessières sur des textes de Boris Vian, avec Yves Robert et la comédienne Judith Magre.
Grâce à son ami Georges Brassens, Lucienne Canetti-Vernay rencontre René Fallet qui lui confie, en 1978, le soin d'écrire la musique de dix de ses poèmes issus des Dix-neuf poèmes pour Cerise, extraits du recueil Chromatiques (1973, Mercure de France). Ces chansons-poèmes seront enregistrés par André Claveau en 1978 (puis par Pierre Arditi en 2021, accompagné à la guitare par Joël Favreau).

### Mort

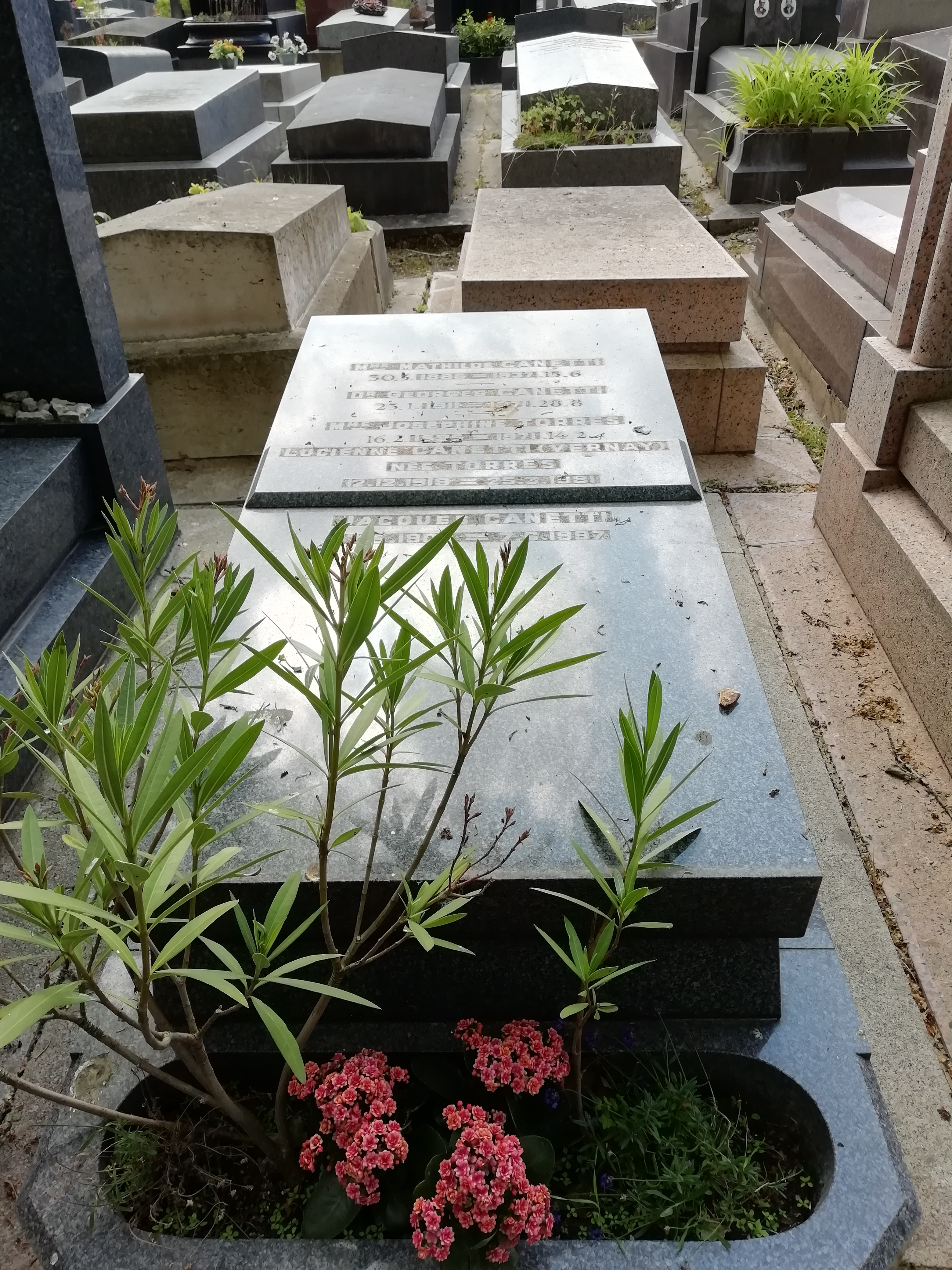
Tombe de Lucienne Vernay et Jacques Canetti au cimetière du Père-Lachaise (division 94).

Atteinte d'une grave maladie, Lucienne Canetti-Vernay meurt le 23 mars 1981. Jacques Canetti confie alors à ses amis « que son ange gardien vient de le quitter ». Elle est inhumée au cimetière du Père-Lachaise (94e division), dans le même caveau que celui de son époux.